# Czerni wrych (obwód Szumen)
Czerni wrych (bułg. Черни връх) – wieś w Bułgarii, w obwodzie Szumen, w gminie Smjadowo. W 2024 roku liczyła 113 mieszkańców.